# نبرد بیروذ
نبرد بیروذ نبری میان شاهنشاهی ساسانی و خلافت راشدین در ۶۴۳/۴ میلادی بود. پیش از رخداد نبرد، گروهی از طرفداران ساسانی به رهبری فردی به نام پیروز علیه راشدین‌ها شوریدند و خود را برای نبرد با آنان آماده ساختند. آن‌ها در بیروذ در سال ۶۴۳/۴ شکست خوردند.